# Baignolet

Baignolet este o comună în departamentul Eure-et-Loir, Franța. În 1 ianuarie 2018 avea o populație de 111 de locuitori.